# Banachova–Steinhausova věta
Banachova-Steinhausova věta neboli princip stejnoměrné omezenosti tvrdí, že je-li množina spojitých lineárních operátorů na Banachově prostoru omezená v každém bodě, pak je omezená. Větu uveřejnili roku 1927 Hugo Steinhaus a Stefan Banach, nezávisle na nich ji dokázal i Hans Hahn. Banachova-Steinhausova věta patří k základním tvrzením funkcionální analýzy.
Formálně přesně zní Banachova-Steinhausova věta v základní podobě takto: Nechť {\displaystyle X} je Banachův prostor, {\displaystyle N} normovaný vektorový prostor a {\displaystyle F} množina spojitých lineárních operátorů z {\displaystyle X} do {\displaystyle N}. Potom platí
{\displaystyle \forall x\in X:\,\sup \left\{\,||T_{\alpha }(x)||:T_{\alpha }\in F\,\right\}<\infty \Rightarrow \ \sup \left\{\,||T_{\alpha }||:T_{\alpha }\in F\;\right\}<\infty .}